# Gerrhopilus mirus
Gerrhopilus mirus är en ormart som beskrevs av Jan 1860. Gerrhopilus mirus ingår i släktet Gerrhopilus och familjen maskormar. Inga underarter finns listade i Catalogue of Life.
Denna orm är endast känd från en liten region på södra Sri Lanka. Arten lever i bergstrakter mellan 900 och 1300 meter över havet. Den vistas i fuktiga skogar och gräsmarker. Gerrhopilus mirus besöker ibland odlingsmark. Honor lägger ägg.
Beståndet hotas av skogsröjningar som medför erosion. Flera exemplar dödas i trafiken. IUCN listar arten som akut hotad (CR).